# Eduardo Barreto
Luis Eduardo Barreto Ferreyra (Montevideo, 1 de marzo de 1954-15 de diciembre de 2011) fue un historietista uruguayo que se destacó sobre todo en la industria del cómic estadounidense. Sus trabajos más difundidos fueron para la editorial DC Comics. Sus hijos, Diego, Andrea y Guillermo son dibujantes, coloristas e ilustradores que, en varias ocasiones trabajaron con su padre.

## Biografía

### Infancia y juventud
Luis Eduardo Barreto Ferreyra nació en 1954 en Montevideo, Uruguay. Originario del barrio de Sayago, vivió durante su niñez y juventud en la calle Calaguala, creció leyendo cómics y siendo fanático del club de fútbol de sus amores, Club Nacional de Football.
De su infancia, Eduardo recordaba en entrevistas con claridad que estaba leyendo un cómic cuando decidió que en un futuro sería dibujante de historietas, a la edad de siete años.
Autodidacta del dibujo, y marcando como sus tres principales influencias artísticas a Russ Manning, Harold Foster y Warren Tufts; en su adolescencia salió a pedir trabajo como dibujante. Con 15 años, con un portfolio bajo el brazo, se presentó en todos los diarios de Montevideo buscando trabajo. Mostrando una biografía en cómic de Ricardo Corazón De León (inspirado por su amor por el Príncipe Valiente de Harold Foster; y quería venderlo al exterior), al final encontró trabajo en El Día. El director del suplemento "El Día De Los Niños" quedó encantado con su trabajo, pero le propuso hacer algo más hispano. Así salió su adaptación del Cantar de mío Cid, para El Día De Los Niños (con 16 años); adaptando el mismo el guion.
Alrededor de 1974 creó una tira de ciencia ficción y fantasía heroica espacial inspirada en el libro "El retorno de los brujos", de Louis Pauwels y Jacques Bergier. Creó la tira con la idea de venderla a un sindicato de tiras de prensa; su primer amor en la historieta, y le llamó "El Poderoso Halcón". En Uruguay, sin embargo, lo único que tenía como cliente era el diario El Día; y los domingos publicaba dos páginas del personaje.

### Difusión en América Latina
Un año después logró venderlo a United Press, y pasó a hacer tiras del "Poderoso Halcón", que el sindicato distribuía en unos dieciséis o diecisiete diarios de América Latina. En un momento se habló de traducirlo al inglés, pero no se concretó, por un momento de crisis del papel y petróleo de mediados de los setenta. Con alrededor de 21 años, Eduardo estaba haciendo una tira de prensa que se distribuía en toda Latinoamérica.
Llegar a los EE. UU. fue una consecuencia lógica del trabajo que venía haciendo y de querer vivir del cómic. Comenzó trabajando en Uruguay, y se trasladó a Buenos Aires (Argentina), para dejar muestras en la Editorial Columba (El Tony, D'artagnan). Volvió a Montevideo, y mientras hacía historietas para El Día, complementaba sus ingresos haciendo arte publicitario.
Se casó, se mudó, y visitando Buenos Aires en unas vacaciones volvió a las oficinas de Columba. El jefe de arte de la editorial de la época, Antonio Presa, le increpó por qué no había contestado a una carta que le habían mandado hace unos siete u ocho meses para solicitarle que encargarse del arte de la historieta "Kabul De Bengala". Eduardo nunca había recibido la carta, pues la habían enviado a su dirección anterior.
A partir de ese momento estuvo unos tres años trabajando en Argentina; primero viviendo un año allí, trabajando en el estudio Nippur IV. De mañana trabajaba en el arte de Kabul de Bengala (con guiones de H. G. Oesterheld), y por la tarde se iba para el estudio Nippur, donde trabajaba como ayudante de Ricardo Villagrán; o más bien como dibujante fantasma, en páginas de Mark (haciendo los lápices desde el número 7 en adelante), entre otras. Al año se volvió a Uruguay, dibujando desde su país, y viajando una vez por mes a Argentina. Ahora trabajaba con varios de los personajes del estudio Nippur, pero ya como arte completamente suyo. En un punto, cansado de los guiones de Ray Collins (Eugenio Zapietro), firmaba el arte de Kabul con pseudónimos con "S. Gneis" o "Kopy"; este último un lo usaba cuando tenía que imitar el estilo de otro artista.

### El salto al mercado estadounidense
Al tiempo de trabajar en Argentina, su editor le recomendó hacer el salto a los EE. UU.; porque había llegado a un techo. En 1979 estuvo un tiempo en EE. UU., e hizo para Marvel Comics las tintas de Marvel Team-Up #88, Spider-Man & Invisible Girl, con guion de Chris Claremont y lápices de Sal Buscema. En el lapso de una tarde consiguió trabajo en Marvel (ese Team-Up), un rato después en DC Comics (un origen de Hawkman para World's Finest Comics #261), y más tarde en Western Publishing (una historia de horror). Volvió a Uruguay luego de unos meses en EE.UU, pero volvería en 1983. Se quedaría a vivir unos tres años, primero trabajando para la línea de superhéroes de Archie Comics; Red Circle (en particular con The Shield). A los tres o cuatro meses empezó a trabajar en Superman para DC, y luego para Marvel, y Western.

### Años 80
En DC hizo la mayoría de su trabajo para USA, y de hecho en Uruguay el público no aficionado a los cómics lo conocía como "el dibujante uruguayo de Batman", algo que era solo una mirada parcial a su trabajo. Además de ser el dibujante uruguayo más reconocido en el mercado internacional del cómic, también fue el único uruguayo que dibujó una serie regular americana de manera continua (no fill-ins, o dibujante invitado, periodos cortos, ni nada así). Eduardo dibujó primero seis números de Atari Force publicados entre enero y agosto de 1984; y luego un muy extenso periodo en el segundo volumen de New Teen Titans, encargándose entre octubre de 1984 y noviembre de 1988; los números 13 al 49 de la serie, antes de que cambiara de título a New Titans. Barreto dibujó todos menos dos de los números de esos cuatro años de New Teen Titans. Entre trabajos para otras editoriales de cómics; también dibujo para productos diversos, como un libro de cuentos de He-Man en 1985.
Durante los ochenta, además a su trabajo regular en los Titanes, dibujo historias puntuales, tapas e ilustraciones de diversos personajes para DC, Superman, Batman, Legión de Super-Héroes, Green Arrow, Flash, Elongated Man; entre otros; y en cómics licenciados que editaba DC, como Star Trek. En 1989 hizo lo que muchos consideran uno de sus mejores trabajos, el tomo prestige Biografía No Autorizada de Lex Luthor, con guion de James D. Hudnall, una obra en donde Superman básicamente no aparecía, sino que aparecía Clark Kent como periodista investigativo.
Entre 1989 y 1990 hizo otro largo periodo en una serie regular, con unos 24 números de "The Shadow Strikes", con el guionista Gerard Jones; con quien en 1992 haría una miniserie que el mismo consideraba una de sus obras favoritas: Martian Manhunter: American Secrets, una miniserie situada en los años 50. Durante la década de los noventa trabajaría para diversas compañías y personajes, como Dark Horse, en donde ilustró Indiana Jones, Aliens/Predators, y Star Wars, adaptando la edición especial de A New Hope.

### Años 90
En DC en los 90 dibujaría cómics de Batman y Superman (en particular algunos aclamados Elseworlds, como "Speeding Bullets", Justice League Quarterly, Sgt. Rock, y varios otros; en particular la novela gráfica de Superman "Under A Yellow Sun", que nuevamente tenía poco de Superman, centrándose en la faceta de Clark Kent como novelista. Para Tekno Comics hizo Mike Danger, de Mickey Spillane, sobre un detective duro transportado a un mundo futurista.

### Años 2000
Entrados los 2000 siguió trabajando para varias editoriales, como Claypool haciendo Elvira, Mistress of the Dark. Para Oni Press, dibujó el western The Long Haul y la novela gráfica de gánsteres Union Station. Para Marvel hizo lo que sería su primera (y eventualmente última) colección mensual en mucho tiempo, 15 números de Marvel Knights entre julio del 2000 y septiembre del 2001; con guiones de Chuck Dixon. También trabajaría para IDW en COBB y Doomed; y en Captain Action para Moonstone (con guiones de Beau Smith, amigo personal de Barreto). Por 2005 hace The Escapists en el primer guion de cómic del novelista Michael Chabon. Hizo arte en Birds Of Prey para DC en 2004 y 2006. En 2006 hizo algo de Planetary Brigade para Boom! Studios, y en 2007 una historia corta para Civil War Front Line en Marvel.
En mayo de 2006 volvió a lo que él mismo denominaba su primer amor: las tiras de prensa, tomando las riendas artísticas de la famosa tira Judge Parker, que dejaba el dibujante Harold LeDoux. Poco tiempo después, Barreto sufrió un serio accidente de tránsito, y mientras estuvo en el hospital el arte de Judge Parker estuvo a cargo de artistas como Graham Nolan, John Heebing, e incluso el hijo de Eduardo, Diego, quien desde hace unos años ya estaba trabajando como dibujante; más que nada en publicidad, pero también para editoriales norteamericanas de cómics.

### Trabajos contemporáneos para Uruguay
Eduardo hizo pocos trabajos para Uruguay desde su salto al mercado norteamericano. Entre las cosas que hizo para el mercado de su país se cuentan historietas para el libro Historiet@s.uy en el 2000 y la revista Freeway; y la tapa del disco de Jaime Roos "Hermano Te Estoy Hablando" en el 2009. Dictó cursos de historieta en la universidad ORT, y participó del jurado de uno de los concursos de historieta de Montevideo Comics. En 2004 ilustró la novela de prosa la novela de ciencia ficción "Guía Para Un Universo", de la escritora Natalia Mardero; así como la novela infantil Memorias De Una Gripe (2003), de Helen Velando. Entre otras obras con guion propio, alrededor del 2009 estaba preparando una nueva adaptación de "Ismael" de Eduardo Acevedo Díaz, y una novela histórica ambientada en Colonia del Sacramento, en el período del virrey Pedro de Cevallos. Sin embargo, estas obras nunca llegaron a ver la luz, quizás por los problemas de salud que sufriría, o que ya estaba sufriendo por esos tiempos.

### Últimos años
Eventualmente volvió a trabajar en Judge Parker, y siguió trabajando en eso y algunas historias de comic books como Superman; y cosas ya mencionadas como Captain Action. En el 2010 sufrió meningitis, lo que lo forzó a abandonar la tira diaria de Judge Parker en marzo del 2010. Un tiempo después, aparentemente recuperado de la meningitis, se puso a trabajar en otros proyectos. En abril de 2011 se anunció que Eduardo y su hijo Diego se encargarían del arte del cómic Irredeemable, para Boom! Studios. En julio de 2011 comenzó a encargarse de las tiras de prensa dominicales de The Phantom. Su último trabajo publicado, terminado incluso desde la cama de un hospital (y con varias páginas hechas por el también uruguayo Christian Duce), fue el especial de la década de 1970 de Superman para la línea Retroactive de DC Comics.
El 15 de diciembre de 2011 falleció, por causas de salud no reveladas públicamente.